# Stenodactylus petrii
Espèce
Synonymes
- Stenodactylus elimensis Barbour, 1914

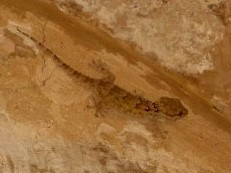
Gecko de dune, Karamis, Egypt

Stenodactylus petrii (gecko de dune) est une espèce de geckos de la famille des Gekkonidae. 

## Répartition
Cette espèce se rencontre au Sénégal, au Mali, au Niger, en Mauritanie, au Maroc, en Algérie, en Tunisie, en Libye, au Soudan, en Érythrée, en Égypte et en Israël.

## Habitat
Ce gecko vit dans des milieux arides. Les températures peuvent dépasser les 30 °C la journée, bien qu'ils restent cachés le jour et n'apprécient pas des températures au-delà de 30 °C. La nuit la température peut chuter en dessous de 20 °C. L'hygrométrie reste assez faible, et il semble que ces animaux se passent d'avoir un terrier plus humide (contrairement à de nombreux autres geckos vivants dans des milieux arides).

## Description
Stenodactylus petrii mesure jusqu'à 61 mm, queue non comprise. C'est un insectivore nocturne terrestre. Sa queue est assez longue par rapport au corps et ses yeux sont grands.

## Éthologie
Il se cache dans des trous et des galeries qu'il creuse, sortant la nuit et parfois en début ou fin de journée.
Ces geckos sont territoriaux, et en particulier les mâles peuvent se battre lorsqu'ils sont en présence.
Ce sont également des fouisseurs, qui creusent le sol pour se cacher la journée, et qui se recouvrent de sable la nuit pour guetter leurs proies.

## Étymologie
Cette espèce est nommée en l'honneur de William Matthew Flinders Petrie.

## En captivité
On rencontre rarement cette espèce en terrariophilie.

## Publication originale
- Anderson, 1896 : A Contribution to the Herpetology of Arabia, with a preliminary list of the reptiles and batrachians of Egypt. London, R. H. Porter, p. 1-124 (texte intégral).